# 파라마라 왕조
파라마라 왕조(산스크리트어: परमार)는 9세기에서 14세기 사이에 말와 왕국, 가르왈 왕국 그 외 여러 왕국, 제후국, 영지들을 지배했던 중세 인도의 라지푸트 왕조이다. 그들은 라지푸트의 파르마르 씨족에 속했다.
왕조는 9세기 또는 10세기에 세워졌으며 초기 통치자들은 아마도 라슈트라쿠타의 봉신으로 통치했을 것이다. 현존하는 가장 초기의 파라마라 명문은 10세기 통치자 시야카에 의해 구자라트에서 발견되었다. 972년경, 시야카는 라슈트라쿠타의 수도 마니야케타를 약탈하고 주권국으로서 파라마라 왕국을 세웠다. 그의 후계자인 문자에 의해 오늘날의 마디아프라데시주의 말와 지역은 다라(현재의 다르)를 수도로 하여 파라마라의 중심지가 되었다. 문자의 조카 보자의 치하에서 왕조는 절정에 이르렀고, 그의 제국은 북쪽의 치토르에서 남쪽의 콘칸까지, 서쪽의 사바르마티강에서 동쪽의 비디샤까지 확장되었다.
그들은 구자라트의 차울루키아, 칼랴니의 서찰루키아, 트리푸리의 칼라추리, 예자카브후크티의 찬델라 등 주변의 여러 왕조들과 싸웠기 때문에 파라마라 세력은 여러 차례 상승과 하락을 반복했다. 다라가 여러 차례 적들에게 함락당하자, 이후 파라마라의 통치자들은 수도를 만다파두르가(지금의 만두)로 옮겼다. 비록 그가 죽은 뒤 몇 년 동안 파라마라의 통치가 계속되었다는 기록이 있지만, 1305년에 마지막 통치자로 알려진 마할라카데바는 델리 술탄국의 알라웃딘 할지의 군대에게 패배하고 죽었다.
파라마라 왕조의 통치하에서 말와는 상당한 수준의 정치적, 문화적 위신을 누렸다. 파라마라 왕조는 산스크리트의 시인들과 학자들을 후원한 것으로 유명했고, 그 자신도 유명한 학자였다. 파라마라 왕들은 자이나교 학자들도 후원했지만, 대부분 시바교도였고, 여러 시바 사원들을 위탁했다.

### 내용주
1. ↑  프라마라, 폰와르, 포와르, 판와르 등으로도 알려져 있다.[3]

### 참조주
1. Schwartzberg, Joseph E. (1978). 《A Historical atlas of South Asia》. Chicago: University of Chicago Press. 147, map XIV.3 (a)쪽. ISBN 0226742210. 2021년 6월 5일에 원본 문서에서 보존된 문서. 2024년 2월 25일에 확인함.
2. ↑  Schwartzberg, Joseph E. (1978). 《A Historical atlas of South Asia》. Chicago: University of Chicago Press. 147, map XIV.3 (a)쪽. ISBN 0226742210. 2021년 6월 5일에 원본 문서에서 보존된 문서. 2024년 2월 25일에 확인함.
3. ↑  Benjamin Walker 1995, 186쪽.
4. ↑  Prasad, Ishwari. 《History of Mediaeval India 800–1700》. In the tenth century the kingdom of Malwa fell into the hands of the Parmar Rajputs, and under their rule it attained to great prominence.
5. ↑  Austin, Ian. 《City of Legends The Story of Hyderabad》. Mahmood of Ghazni and Sultan Mohammed Ghori looted the ineffectual Rajput tribes of their gold and jewels. Fortunately, the greatest diamond of all escaped that fate. When the invasions began, it was smuggled out to the Kingdom of Malwa, then ruled by the Parmar Dynasty, becoming their treasured heirloom to be handed down through generations.
6. ↑  Middleton, John. 《World Monarchies and Dynasties》. PARAMARA DYNASTY (ca. 820-1235 С.Е.) Rajput rulers of the Indian kingdom of Malwa, who declared independence from neighboring imperial powers and allowed religion, the arts, and learning to flourish. The name Paramara means "slaver of the enemy." The first known king of the dynasty was Upendra (r. ca. 800-818), who was a vassal of the Rastrakuta dy nasty of the Deccan region of India
7. ↑    - Brajadulal Chattopadhyaya (2006). 《Studying Early India: Archaeology, Texts and Historical Issues》 (영어). Anthem. 116쪽. ISBN 978-1-84331-132-4. The period between the seventh and the twelfth century witnessed gradual rise of a number of new royal-lineages in Rajasthan, Gujarat, Madhya Pradesh and Uttar Pradesh, which came to constitute a social-political category known as 'Rajput'. Some of the major lineages were the Pratiharas of Rajasthan, Uttar Pradesh and adjacent areas, the Guhilas and Chahamanas of Rajasthan, the Caulukyas or Solankis of Gujarat and Rajasthan and the Paramaras of Madhya Pradesh and Rajasthan.